# Jozef Dobrovolný
Jozef Dobrovolný (* 5. července 1962) byl slovenský a československý politik, poslanec Komunistické strany Slovenska Sněmovny národů Federálního shromáždění za normalizace, poslanec Slovenské národní rady za Stranu demokratické levice po sametové revoluci.

## Biografie
K roku 1986 se profesně uvádí jako důlní elektromontér.
Ve volbách roku 1986 zasedl za KSS do slovenské části Sněmovny národů (volební obvod č. 119 – Prievidza, Středoslovenský kraj). Ve Federálním shromáždění setrval do konce funkčního období, tedy do svobodných voleb roku 1990. Netýkal se ho proces kooptací do Federálního shromáždění po sametové revoluci.
Ve volbách roku 1990 se stal poslancem Slovenské národní rady za Stranu demokratické levice.
Po odchodu z politiky se vrátil ke své původní profesi. V roce 2001 se zmiňuje jako elektrikář v Uhelných dolech Nováky.